# Догоше
Догоше (на словенски: Dogoše) е село в Словения, Подравски регион, община Марибор. Според Националната статистическа служба на Република Словения през 2002 г. селото има 914 жители.